# Torrelacárcel
Torrelacárcel är en kommun i Spanien.   Den ligger i provinsen Provincia de Teruel och regionen Aragonien, i den östra delen av landet, 210 km öster om huvudstaden Madrid. Antalet invånare är 200. Arean är 35 kvadratkilometer. Torrelacárcel gränsar till Alba och Aguatón. 
Terrängen i Torrelacárcel är platt åt sydväst, men åt nordost är den kuperad.